# Vuelta a España 2005
La 60.ª edición de la Vuelta a España, puntuable para el UCI Pro Tour, se disputó del 27 de agosto al 18 de septiembre de 2005 entre Granada y Madrid, con un recorrido de 3.373,5 km divididos en 21 etapas. El ganador fue Roberto Heras.

## Recorrido
En esta edición la Vuelta a España recuperó un final de etapa clásico, los míticos Lagos de Covadonga. Pero sería la etapa siguiente, con final en Pajares, la que consagraría a Roberto Heras en lo más alto de la historia de la Vuelta Ciclista a España, al asestar un mazazo definitivo al hasta entonces líder de la prueba, Denis Menchov. Atacando en el descenso de la Colladiella, y respaldado por sus compañeros de equipo, consiguió aventajar en más de cuatro minutos al corredor ruso en la meta. La duodécima etapa, entre Logroño y Burgos, se acortó para evitar una manifestación en el polígono industrial de Buicio; se sustituyó el recorrido previsto por Fuenmayor, Cenicero, Haro y Castañares de Rioja, por otro que atravesó Navarrete y Nájera.
También en esta edición se batió el récord de velocidad en una etapa (sin incluir prólogos). Fue en la 20.ª etapa, contrarreloj de 38.9 km entre Guadalajara y Alcalá de Henares, en la que Rubén Plaza se impuso corriendo a 56,218 km/h, con tan sólo unas centésimas de ventaja sobre el sorprendente segundo clasificado, Roberto Heras. Asimismo, se atravesó por primera vez en 27 años territorio vasco.

### Paso de la Vuelta por el País Vasco
El 9 de septiembre de 2005, en el transcurso de la 13.ª etapa entre Burgos y el Santuario de la Bien Aparecida, un camión de la organización volcó en la carretera del Portillo de La Sía, por la que debía circular la etapa, y que estaba a punto de ser cerrada con motivo del paso de La Vuelta. Ante la imposibilidad de retirar el camión accidentado antes de la hora prevista de paso de los corredores por ese punto, y al no poderse retrasar el comienzo de la etapa (puesto que ya se había dado la salida en Burgos), se optó por desviar la carrera a través de la N-629. 
Este itinerario alternativo, que incluía el paso por Los Tornos, tenía un pequeño tramo de 2,8 km que discurría por el País Vasco e incluía el paso por Lanestosa, un pequeño pueblo de la provincia de Vizcaya. La Vuelta a España había evitado por seguridad territorio vasco desde 1978, cuando el público lanzó troncos al paso de los corredores por Durango en la penúltima etapa, obligando a neutralizarla, y se tuvo que anular la última etapa en las calles de San Sebastián, por incidentes del público y para salvaguardar la integridad física de los corredores.
Para evitar que se reprodujeran estos incidentes lamentables, no se avisó al público del cambio de itinerario hasta el último momento. Debido a la urgencia de la situación, fue la Guardia Civil quien, por motivos de urgencia, gestionó el tránsito de la carrera por Lanestosa, en vez de la policía de la comunidad vasca (que era a quien le correspondía). Ello generó airadas protestas posteriores del gobierno regional vasco, a pesar de que se dio aviso a la policía regional. Afortunadamente, no se produjo ningún incidente y los vecinos de Lanestosa salieron de sus casas para animar pacíficamente y sin violencia a los corredores al paso por su localidad, ya que minutos antes TVE, que emitía la prueba en exclusiva para toda España, informó del cambio de ruta y del paso por la localidad.

## Polémica por dopaje

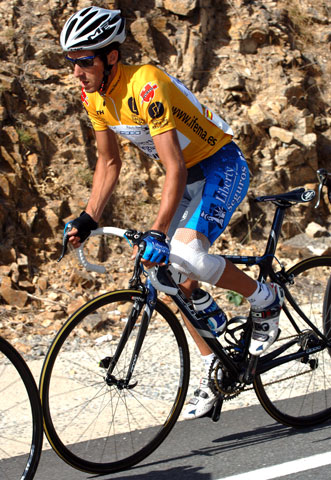
Roberto Heras con el maillot de líder de la Vuelta a España, 2006.

La Vuelta 2005 entraba así en la historia al ser la cuarta victoria del corredor Roberto Heras, el máximo número de triunfos en la historia de esta competición. Sin embargo, el 27 de octubre de 2005 se anunció que Heras había dado positivo de EPO, en una muestra correspondiente a la penúltima etapa de la Vuelta. En febrero de 2006, la RFEC desposeyó de la victoria y suspendió a Heras por 2 años, y le otorgó el título de campeón al ruso Denis Menchov, segundo en la carretera. Roberto Heras impugnó dicha resolución ante la justicia y en junio de 2011, la Sala de lo Contencioso Administrativo del Tribunal Superior de Justicia de Castilla y León, anuló la sanción de la federación española, debido a las irregularidades en el análisis de las muestras: las muestras "A" y "B" fueron analizadas por los mismos técnicos, no se entregaron a las 24 horas sino 40 horas después y sin refrigerar, y fueron transportados por personas no identificadas. La federación apeló esta decisión, pero el recurso fue rechazado el 21 de diciembre de 2012 por el Tribunal Supremo. Roberto Heras se declaró por lo tanto, una vez más, ganador de la Vuelta 2005.

## Equipos participantes
| ProTeams (20)- Liberty Seguros-Würth - Phonak Hearing Systems - Illes Balears-Caisse d'Épargne - Bouygues Télécom - Cofidis-Le Crédit par Téléphone - Crédit Agricole - Davitamon-Lotto - Discovery Channel - Domina Vacanze-De Nardi - Euskaltel-Euskadi - Fassa Bortolo - La Française des jeux - Gerolsteiner - Lampre-Caffita - Liquigas-Bianchi - Quick Step-Innergetic - Rabobank - Saunier Duval-Prodir - CSC - T-Mobile Equipos continentales profesionales (2)- Comunidad Valenciana - Relax-Fuenlabrada |
| |

## Etapas
| Etapa      | Fecha     | Recorrido                                | type                    | Distancia (km) | Ganador                            | Líder         |
| ---------- | --------- | ---------------------------------------- | ----------------------- | -------------- | ---------------------------------- | ------------- |
| 1.ª etapa  | 27 de ago | Granada – Granada                        | contrarreloj individual | 7              | Denís Menshov                      | Denís Menshov |
| 2.ª etapa  | 28 de ago | Granada – Córdoba                        | etapa de media montaña  | 189,3          | Leonardo Bertagnolli Bradley McGee | Bradley McGee |
| 3.ª etapa  | 29 de ago | Córdoba – Puertollano                    | etapa llana             | 153,3          | Alessandro Petacchi                | Bradley McGee |
| 4.ª etapa  | 30 de ago | Ciudad Real – Argamasilla de Alba        | etapa llana             | 232,3          | Alessandro Petacchi                | Bradley McGee |
| 5.ª etapa  | 31 de ago | Alcázar de San Juan – Cuenca             | etapa llana             | 176            | Thor Hushovd                       | Bradley McGee |
| 6.ª etapa  | 1 de sep  | Cuenca – Valdelinares                    | etapa de montaña        | 217            | Roberto Heras                      | Roberto Heras |
| 7.ª etapa  | 2 de sep  | Teruel – Vinaroz                         | etapa llana             | 212,5          | Max van Heeswijk                   | Roberto Heras |
| 8.ª etapa  | 3 de sep  | Tarragona – Lloret de Mar                | etapa llana             | 189            | Alessandro Petacchi                | Roberto Heras |
| 9.ª etapa  | 4 de sep  | Lloret de Mar – Lloret de Mar            | contrarreloj individual | 48             | Denís Menshov                      | Denís Menshov |
| 10.ª etapa | 5 de sep  | Vall de Bas – Ordino-Arcalís             | etapa de montaña        | 206,3          | Paco Mancebo                       | Denís Menshov |
| 11.ª etapa | 6 de sep  | Andorra la Vieja – Aramón Cerler         | etapa de montaña        | 192,6          | Roberto Laiseka                    | Denís Menshov |
|            | 7 de sep  | Día de descanso                          | Día de descanso         |                |                                    |               |
| 12.ª etapa | 8 de sep  | Logroño – Burgos                         | etapa llana             | 133            | Alessandro Petacchi                | Denís Menshov |
| 13.ª etapa | 9 de sep  | Burgos                                   | etapa de media montaña  | 196            | Samuel Sánchez                     | Denís Menshov |
| 14.ª etapa | 10 de sep | La Penilla – Lagos de Covadonga          | etapa de montaña        | 172,3          | Eladio Jiménez                     | Denís Menshov |
| 15.ª etapa | 11 de sep | Cangas de Onís – Valgrande-Pajares       | etapa de montaña        | 191            | Roberto Heras                      | Roberto Heras |
|            | 12 de sep | Día de descanso                          | Día de descanso         |                |                                    |               |
| 16.ª etapa | 13 de sep | León – Valladolid                        | etapa llana             | 162,5          | Paolo Bettini                      | Roberto Heras |
| 17.ª etapa | 14 de sep | Espinar, El – La Granja de San Ildefonso | etapa de montaña        | 165,6          | Carlos García Quesada              | Roberto Heras |
| 18.ª etapa | 15 de sep | Ávila – Ávila                            | etapa de montaña        | 197,5          | Nicki Sørensen                     | Roberto Heras |
| 19.ª etapa | 16 de sep | San Martín de Valdeiglesias – Alcobendas | etapa escarpada         | 142,9          | Heinrich Haussler                  | Roberto Heras |
| 20.ª etapa | 17 de sep | Guadalajara – Alcalá de Henares          | contrarreloj individual | 38,9           | Rubén Plaza                        | Roberto Heras |
| 21.ª etapa | 18 de sep | Madrid – Madrid                          | etapa llana             | 136,5          | Alessandro Petacchi                | Roberto Heras |

## Clasificaciones

### Clasificación general
| \| Clasificación general \| Clasificación general \| Clasificación general \| Clasificación general \| Clasificación general \| \| Ciclista \| Ciclista \| Equipo \| Tiempo \| \| \| --------------------- \| --------------------- \| ------------------------------- \| --------------------- \| --------------------- \| \| 1.º \| Roberto Heras \| Liberty Seguros-Würth \| 82 h 22 min 55 s \| \| \| 2.º \| Denís Menshov \| Rabobank \| + 4 min 36 s \| \| \| 3.º \| Carlos Sastre \| CSC \| + 4 min 54 s \| \| \| 4.º \| Paco Mancebo \| Illes Balears-Caisse d'Épargne \| + 5 min 58 s \| \| \| 5.º \| Carlos García Quesada \| Comunidad Valenciana \| + 8 min 06 s \| \| \| 6.º \| Rubén Plaza \| Comunidad Valenciana \| + 11 min 36 s \| \| \| 7.º \| Óscar Sevilla \| T-Mobile \| + 13 min 22 s \| \| \| 8.º \| Tom Danielson \| Discovery Channel \| DES \| \| \| 9.º \| Mauricio Ardila \| Davitamon-Lotto \| + 18 min 15 s \| \| \| 10.º \| Juan Miguel Mercado \| Quick Step-Innergetic \| + 18 min 31 s \| \| \| 11.º \| Samuel Sánchez \| Euskaltel-Euskadi \| + 20 min 12 s \| \| \| 12.º \| Michele Scarponi \| Liberty Seguros-Würth \| + 31 min 44 s \| \| \| 13.º \| David Blanco \| Comunidad Valenciana \| + 34 min 57 s \| \| \| 14.º \| Koos Moerenhout \| Davitamon-Lotto \| + 35 min 03 s \| \| \| 15.º \| Josep Jufré \| Relax-Fuenlabrada \| + 35 min 33 s \| \| \| 16.º \| Mario Aerts \| Davitamon-Lotto \| + 36 min 18 s \| \| \| 17.º \| Daniel Atienza \| Cofidis-Le Crédit par Téléphone \| + 36 min 23 s \| \| \| 18.º \| Unai Osa \| Illes Balears-Caisse d'Épargne \| + 37 min 14 s \| \| \| 19.º \| Marcos Serrano \| Liberty Seguros-Würth \| + 38 min 37 s \| \| \| 20.º \| Pablo Lastras \| Illes Balears-Caisse d'Épargne \| + 40 min 45 s \| \| \| 21.º \| Aleksandr Bocharov \| Crédit Agricole \| + 42 min 14 s \| \| \| 22.º \| Roberto Laiseka \| Euskaltel-Euskadi \| + 47 min 46 s \| \| \| 23.º \| Manuel Calvente \| CSC \| + 50 min 35 s \| \| \| 24.º \| Sylwester Szmyd \| Lampre-Caffita \| + 50 min 50 s \| \| \| 25.º \| Stijn Devolder \| Discovery Channel \| + 50 min 50 s \| \| |                       |                                 |                  |
| |                       |                                 |                  |
| Fuente: ProCyclingStats |                       |                                 |                  |
| Clasificación general |                       |                                 |                  |
| Ciclista | Ciclista              | Equipo                          | Tiempo           |
| 1.º | Roberto Heras         | Liberty Seguros-Würth           | 82 h 22 min 55 s |
| 2.º | Denís Menshov         | Rabobank                        | + 4 min 36 s     |
| 3.º | Carlos Sastre         | CSC                             | + 4 min 54 s     |
| 4.º | Paco Mancebo          | Illes Balears-Caisse d'Épargne  | + 5 min 58 s     |
| 5.º | Carlos García Quesada | Comunidad Valenciana            | + 8 min 06 s     |
| 6.º | Rubén Plaza           | Comunidad Valenciana            | + 11 min 36 s    |
| 7.º | Óscar Sevilla         | T-Mobile                        | + 13 min 22 s    |
| 8.º | Tom Danielson         | Discovery Channel               | DES              |
| 9.º | Mauricio Ardila       | Davitamon-Lotto                 | + 18 min 15 s    |
| 10.º | Juan Miguel Mercado   | Quick Step-Innergetic           | + 18 min 31 s    |
| 11.º | Samuel Sánchez        | Euskaltel-Euskadi               | + 20 min 12 s    |
| 12.º | Michele Scarponi      | Liberty Seguros-Würth           | + 31 min 44 s    |
| 13.º | David Blanco          | Comunidad Valenciana            | + 34 min 57 s    |
| 14.º | Koos Moerenhout       | Davitamon-Lotto                 | + 35 min 03 s    |
| 15.º | Josep Jufré           | Relax-Fuenlabrada               | + 35 min 33 s    |
| 16.º | Mario Aerts           | Davitamon-Lotto                 | + 36 min 18 s    |
| 17.º | Daniel Atienza        | Cofidis-Le Crédit par Téléphone | + 36 min 23 s    |
| 18.º | Unai Osa              | Illes Balears-Caisse d'Épargne  | + 37 min 14 s    |
| 19.º | Marcos Serrano        | Liberty Seguros-Würth           | + 38 min 37 s    |
| 20.º | Pablo Lastras         | Illes Balears-Caisse d'Épargne  | + 40 min 45 s    |
| 21.º | Aleksandr Bocharov    | Crédit Agricole                 | + 42 min 14 s    |
| 22.º | Roberto Laiseka       | Euskaltel-Euskadi               | + 47 min 46 s    |
| 23.º | Manuel Calvente       | CSC                             | + 50 min 35 s    |
| 24.º | Sylwester Szmyd       | Lampre-Caffita                  | + 50 min 50 s    |
| 25.º | Stijn Devolder        | Discovery Channel               | + 50 min 50 s    |

### Clasificación por puntos
| Clasificación por puntos | Clasificación por puntos | Clasificación por puntos       | Clasificación por puntos | Clasificación por puntos |
| Ciclista                 | Ciclista                 | Equipo                         | Puntos                   |                          |
| ------------------------ | ------------------------ | ------------------------------ | ------------------------ | ------------------------ |
| 1.º                      | Alessandro Petacchi      | Fassa Bortolo                  | 169 pts                  |                          |
| 2.º                      | Roberto Heras            | Liberty Seguros-Würth          | 169 pts                  |                          |
| 3.º                      | Denís Menshov            | Rabobank                       | 142 pts                  |                          |
| 4.º                      | Carlos Sastre            | CSC                            | 124 pts                  |                          |
| 5.º                      | Erik Zabel               | T-Mobile                       | 118 pts                  |                          |
| 6.º                      | Paco Mancebo             | Illes Balears-Caisse d'Épargne | 117 pts                  |                          |
| 7.º                      | Carlos García Quesada    | Comunidad Valenciana           | 91 pts                   |                          |
| 8.º                      | Rubén Plaza              | Comunidad Valenciana           | 91 pts                   |                          |
| 9.º                      | Samuel Sánchez           | Euskaltel-Euskadi              | 90 pts                   |                          |
| 10.º                     | Heinrich Haussler        | Gerolsteiner                   | 77 pts                   |                          |

### Clasificación de la montaña
| Clasificación de la montaña | Clasificación de la montaña | Clasificación de la montaña    | Clasificación de la montaña | Clasificación de la montaña |
| Ciclista                    | Ciclista                    | Equipo                         | Puntos                      |                             |
| --------------------------- | --------------------------- | ------------------------------ | --------------------------- | --------------------------- |
| 1.º                         | Joaquim Rodríguez           | Saunier Duval-Prodir           | 200 pts                     |                             |
| 2.º                         | Eladio Jiménez              | Comunidad Valenciana           | 166 pts                     |                             |
| 3.º                         | Roberto Heras               | Liberty Seguros-Würth          | 110 pts                     |                             |
| 4.º                         | Denís Menshov               | Rabobank                       | 72 pts                      |                             |
| 5.º                         | Paco Mancebo                | Illes Balears-Caisse d'Épargne | 65 pts                      |                             |
| 6.º                         | Carlos García Quesada       | Comunidad Valenciana           | 65 pts                      |                             |
| 7.º                         | Carlos Sastre               | CSC                            | 63 pts                      |                             |
| 8.º                         | Íñigo Cuesta                | Saunier Duval-Prodir           | 52 pts                      |                             |
| 9.º                         | Pablo Lastras               | Illes Balears-Caisse d'Épargne | 49 pts                      |                             |
| 10.º                        | Gilberto Simoni             | Lampre-Caffita                 | 43 pts                      |                             |

### Clasificación combinada
En la clasificación combinada se suman los puestos de los corredores en la clasificación general, la clasificación a puntos y la de la montaña. El corredor que menos puestos tenga en la suma de las tres camisas es el primero de la clasificación.
| Clasificación de la combinada | Clasificación de la combinada | Clasificación de la combinada  | Clasificación de la combinada | Clasificación de la combinada |
| Ciclista                      | Ciclista                      | Equipo                         | Puntos                        |                               |
| ----------------------------- | ----------------------------- | ------------------------------ | ----------------------------- | ----------------------------- |
| 1.º                           | Roberto Heras                 | Liberty Seguros-Würth          | 6 pts                         |                               |
| 2.º                           | Denís Menshov                 | Rabobank                       | 9 pts                         |                               |
| 3.º                           | Carlos Sastre                 | CSC                            | 14 pts                        |                               |
| 4.º                           | Paco Mancebo                  | Illes Balears-Caisse d'Épargne | 15 pts                        |                               |
| 5.º                           | Carlos García Quesada         | Comunidad Valenciana           | 18 pts                        |                               |
| 6.º                           | Mauricio Ardila               | Davitamon-Lotto                | 33 pts                        |                               |
| 7.º                           | Samuel Sánchez                | Euskaltel-Euskadi              | 38 pts                        |                               |
| 8.º                           | Pablo Lastras                 | Illes Balears-Caisse d'Épargne | 42 pts                        |                               |
| 9.º                           | Rubén Plaza                   | Comunidad Valenciana           | 43 pts                        |                               |
| 10.º                          | David Blanco                  | Comunidad Valenciana           | 47 pts                        |                               |

### Clasificación por equipos
| Clasificación por equipos | Clasificación por equipos      | Clasificación por equipos | Clasificación por equipos |
| Equipo                    | Equipo                         | Tiempo                    |                           |
| ------------------------- | ------------------------------ | ------------------------- | ------------------------- |
| 1.º                       | Comunidad Valenciana           | 246 h 55 min 45 s         |                           |
| 2.º                       | Illes Balears-Caisse d'Épargne | + 54 min 02 s             |                           |
| 3.º                       | CSC                            | + 1 h 00 min 30 s         |                           |
| 4.º                       | Liberty Seguros-Würth          | + 1 h 14 min 42 s         |                           |
| 5.º                       | Davitamon-Lotto                | + 1 h 15 min 25 s         |                           |
| 6.º                       | Phonak Hearing Systems         | + 1 h 16 min 16 s         |                           |
| 7.º                       | Euskaltel-Euskadi              | + 1 h 23 min 27 s         |                           |
| 8.º                       | T-Mobile                       | + 1 h 59 min 03 s         |                           |
| 9.º                       | Discovery Channel              | + 2 h 03 min 37 s         |                           |
| 10.º                      | Saunier Duval-Prodir           | + 2 h 14 min 00 s         |                           |

## Evolución de las clasificaciones
| Etapa                   |                         | Ganador _                          | Clasificación general | Puntos              | Montaña                                | Equipo _              |
| ----------------------- | ----------------------- | ---------------------------------- | --------------------- | ------------------- | -------------------------------------- | --------------------- |
| 1.ª etapa               | contrarreloj individual | Denís Menshov                      | Denís Menshov         | Denís Menshov       | Rik Verbrugghe                         | CSC                   |
| 2.ª etapa               | etapa de media montaña  | Leonardo Bertagnolli Bradley McGee | Bradley McGee         | Bradley McGee       | Leonardo Bertagnolli Joaquim Rodríguez | Liberty Seguros-Würth |
| 3.ª etapa               | etapa llana             | Alessandro Petacchi                | Bradley McGee         | Bradley McGee       | Joaquim Rodríguez                      | Liberty Seguros-Würth |
| 4.ª etapa               | etapa llana             | Alessandro Petacchi                | Bradley McGee         | Alessandro Petacchi | Joaquim Rodríguez                      | Liberty Seguros-Würth |
| 5.ª etapa               | etapa llana             | Thor Hushovd                       | Bradley McGee         | Thor Hushovd        | Joaquim Rodríguez                      | Liberty Seguros-Würth |
| 6.ª etapa               | etapa de montaña        | Roberto Heras                      | Roberto Heras         | Thor Hushovd        | Roberto Heras                          | Liberty Seguros-Würth |
| 7.ª etapa               | etapa llana             | Max van Heeswijk                   | Roberto Heras         | Thor Hushovd        | Eladio Jiménez                         | Liberty Seguros-Würth |
| 8.ª etapa               | etapa llana             | Alessandro Petacchi                | Roberto Heras         | Thor Hushovd        | Eladio Jiménez                         | Liberty Seguros-Würth |
| 9.ª etapa               | contrarreloj individual | Denís Menshov                      | Denís Menshov         | Thor Hushovd        | Eladio Jiménez                         | Comunidad Valenciana  |
| 10.ª etapa              | etapa de montaña        | Paco Mancebo                       | Denís Menshov         | Thor Hushovd        | Eladio Jiménez                         | Comunidad Valenciana  |
| 11.ª etapa              | etapa de montaña        | Roberto Laiseka                    | Denís Menshov         | Denís Menshov       | Joaquim Rodríguez                      | Comunidad Valenciana  |
| 12.ª etapa              | etapa llana             | Alessandro Petacchi                | Denís Menshov         | Denís Menshov       | Joaquim Rodríguez                      | Comunidad Valenciana  |
| 13.ª etapa              | etapa de media montaña  | Samuel Sánchez                     | Denís Menshov         | Denís Menshov       | Joaquim Rodríguez                      | Comunidad Valenciana  |
| 14.ª etapa              | etapa de montaña        | Eladio Jiménez                     | Denís Menshov         | Denís Menshov       | Joaquim Rodríguez                      | Comunidad Valenciana  |
| 15.ª etapa              | etapa de montaña        | Roberto Heras                      | Roberto Heras         | Roberto Heras       | Joaquim Rodríguez                      | Comunidad Valenciana  |
| 16.ª etapa              | etapa llana             | Paolo Bettini                      | Roberto Heras         | Roberto Heras       | Joaquim Rodríguez                      | Comunidad Valenciana  |
| 17.ª etapa              | etapa de montaña        | Carlos García Quesada              | Roberto Heras         | Roberto Heras       | Joaquim Rodríguez                      | Comunidad Valenciana  |
| 18.ª etapa              | etapa de montaña        | Nicki Sørensen                     | Roberto Heras         | Roberto Heras       | Joaquim Rodríguez                      | Comunidad Valenciana  |
| 19.ª etapa              | etapa escarpada         | Heinrich Haussler                  | Roberto Heras         | Roberto Heras       | Joaquim Rodríguez                      | Comunidad Valenciana  |
| 20.ª etapa              | contrarreloj individual | Rubén Plaza                        | Roberto Heras         | Roberto Heras       | Joaquim Rodríguez                      | Comunidad Valenciana  |
| 21.ª etapa              | etapa llana             | Alessandro Petacchi                | Roberto Heras         | Alessandro Petacchi | Joaquim Rodríguez                      | Comunidad Valenciana  |
| Clasificaciones finales | Clasificaciones finales |                                    | Roberto Heras         | Alessandro Petacchi | Joaquim Rodríguez                      | Comunidad Valenciana  |

## Banda sonora
TVE cubrió esta prueba escogiendo como banda sonora la canción "Mi primera vez", del grupo Xucro.